# Battaglia di Nghĩa Lộ
La battaglia di Nghĩa Lộ nota anche come campagna di Ly Thuong Kiet da parte dei Viet Minh, fu una battaglia svoltasi tra l'Esercito francese e i Viet Minh durante la guerra d'Indocina. Il 3 ottobre 1951 la 312ª divisione dei Viet Minh lanciò un attacco sulle forze francesi asserragliate nei dintorni e dentro la città di Nghĩa Lộ. L'attacco fu respinto dopo una settimana di combattimenti.
Un anno dopo, il 17 ottobre 1952, il Viet Minh lanciò un altro attacco, riuscendo stavolta a distruggere le forze francesi nell'area.